# マーシー (スティーヴ・ジョーンズのアルバム)
『マーシー』（Mercy）は、イギリス人ミュージシャン、スティーヴ・ジョーンズが1987年に発表した、ソロ名義では初のスタジオ・アルバム。

## 解説
タイトル曲は、本作のリリース前の1986年にアメリカのテレビドラマ『特捜刑事マイアミ・バイス』シーズン3のエピソード「ストーンの戦争」（1986年10月3日放映）のサウンドトラックで使用された。また、「ウィズ・ユー・オア・ウィズアウト・ユー」はジョナサン・デミ監督映画『サムシング・ワイルド』（1986年公開）のサウンドトラックで使用された。
ジョーンズ自身は2014年、The A.V. Clubのインタビューにおいて「俺は『マーシー』制作の1、2年前から素面になったから、楽しめるアルバムだったよ。俺にとっては、その頃から自分自身を回復させることができた」と語っている。

## 評価
Ralph Heibutzkiはオールミュージックにおいて5点満点中2.5点を付け、タイトル曲、「レイニング・イン・マイ・ハート」、「プレジャー・アンド・ペイン」に関して「ジョーンズが驚くほど熟達したバラード・ライターであることを証明した」とする一方、「サイド2では問題点が山積みになり始めている」と評している。また、デニス・ハントは1987年5月31日付の『ロサンゼルス・タイムズ』紙において「驚くべきことに、攻撃的でもアグレッシヴでも大胆不敵でもない。何曲かはかなりハードにロックしているが、全体的にはむしろ物悲しい」と評している。

## 収録曲
特記なき楽曲はスティーヴ・ジョーンズ作。
1. マーシー - "Mercy" - 5:04
2. ギブ・イット・アップ - "Give It Up" - 4:55
3. ザッツ・イナフ - "That's Enough" - 4:01
4. レイニング・イン・マイ・ハート - "Raining in My Heart" - 5:33
5. ウィズ・ユー・オア・ウィズアウト・ユー - "With You or Without You" - 4:28
6. プレジャー・アンド・ペイン - "Pleasure and Pain" - 4:43
7. プリティ・ベイビー - "Pretty Baby" - 6:03
8. ドラッグズ・サック - "Drugs Suck" - 4:28
9. スルー・ザ・ナイト - "Through the Night" - 4:37
10. ラブ・レターズ - "Love Letters" (Edward Heyman, Victor Young) - 2:59

## 参加ミュージシャン
- スティーヴ・ジョーンズ - ボーカル、ギター、ベース
- ボブ・ローズ - キーボード
- ケヴィン・サヴィガー - キーボード
- ミッキー・カリー - ドラムス
- ジム・ケルトナー - ドラムス